# El Roquer (Arbúcies)
El Roquer és una casa d'Arbúcies (Selva) inclosa a l'Inventari del Patrimoni Arquitectònic de Catalunya.

## Descripció
Es tracta d'un gran edifici de planta quadrada i dos pavellons laterals rectangulars, de planta i pis a diferència del cos central que és de tres plantes. Cobert amb teula àrab, a quatre vessants i caiguda a la façana.
Està situat prop de la riera d'Arbúcies, al centre de la Vila, a la carretera que travessa el poble i va de Viladrau a Sant Hilari Sacalm. Es troba a un nivell més elevat respecte el carrer.
Davant la façana principal, una doble escalinata de pedra puja a una plataforma elevada, des d'on s'accedeix a l'edifici. Destaca la porxada d'arcs de mig punt a la planta baixa, amb el cos central més avançat i les parts laterals de la porxada sostingudes amb columnes de capitells compostos. La porta principal és adovellada amb arc de mig punt, igual que les obertures de la plana baixa, d'arc de mig punt i emmarcades en pedra, però amb una reixa de ferro al davant.
El primer pis, té una balconada correguda amb barana de ferro forjat, molt treballada i ornamentada. Es tracta de la planta noble, i les obertures són rectangulars emmarcades amb pedra i guardapols a la part superior, també en pedra. El parament d'aquest pis presenta esgrafiats que decoren el voltant de cada obertura, representant ornamentació floral i vegetal. Destaquen dos medallons lobulats, en pedra, amb una escena infantil esgrafiada a l'interior, i al centre, entre les dues finestres hi ha un rellotge de sol, també en relleu i fet de pedra que porta la data de “ANY MCML” (1950). El pis superior, té les finestres emmarcades en pedra i d'arc de mig punt.
La façana posterior de l'edifici és senzilla, segueix la mateixa línia i també té un balcó. Els angles de les parets presenten carreus de pedra.
La casa es troba envoltada d'un immens jardí en el qual hi ha més de 150 espècies vegetals d'hàbitats i procedències diferents, es tracta de l'anomenat Jardí Dendrològic del Roquer, amb 2,5 hectàrees i diverses etapes de plantació de les quals, la primera ja fa més de 130 anys. Cal destacar una magnòlia centenària que està declarada arbre monumental per la Generalitat de Catalunya.

## Història
Apareix documentada per primera vegada al 1313 al capbreu de Dosrius. Més endavant al 1497 i també el 1515 en els fogatges de la batllia de n'Orri.
Els Roquer varen ser una de les famílies més importants d'Arbúcies, vinculades patrimonialment al mas Roquer, situat antigament a la zona de Palau. Des de finals del segle xiii els Roquer anaren ampliant les seves terres i dominis a la vila d'Arbúcies, amb la compra de masos, vinyes, boscos, altres propietats i drets, fins a finals del segle xvi, amb la compra al Vescomte de Cabrera del delme de la parròquia d'Arbúcies, Santa Maria de Lliors, Sant Pere Desplà i Sant Cristòfol de Cerdans. Al llarg del segle xvii i XVIII la família Roquer tenia renom i esdevingueren ciutadans honrats de Barcelona i Vic, membres de la petita noblesa local. El 1825 els Lambert, família d'origen francès, entroncaren amb els Roquer arran d'un casament, i foren els que redreçaren l'economia de la casa Roquer que havia patit durant 50 anys un mal govern i lluites per l'herència. Gràcies a la documentació que els Roquer i successors arxivaven des del segle xiii, es formà un arxiu patrimonial de gran valor. A partir de finals del segle xix aquesta important documentació passà a la família Lambert i als seus diversos successors, de mà en mà arribà a diversos administradors fins que el descendents d'un d'ells l'ha dipositat a l'Arxiu Nacional de Catalunya. Es tracta d'un fons documental de més de 500 pergamins i escrits que permeten ampliar el coneixement d'una de les famílies més rellevants d'Arbúcies.
És entre aquests documents que existeix una il·lustració de la zona de la farga del Roquer i la Riera d'Arbúcies de la segona meitat del segle xix.
A principis del segle XX un incendi va destruir l'antiga casa i fou refeta totalment. Als anys 40 es va restaurar donant-li l'aspecte que té avui.
Durant la guerra civil, l'edifici es va utilitzar com a refugi per a nens.